# Bhaskar Sunkara
Bhaskar Sunkara (White Plains, 20 giugno 1989) è un giornalista e politico statunitense.

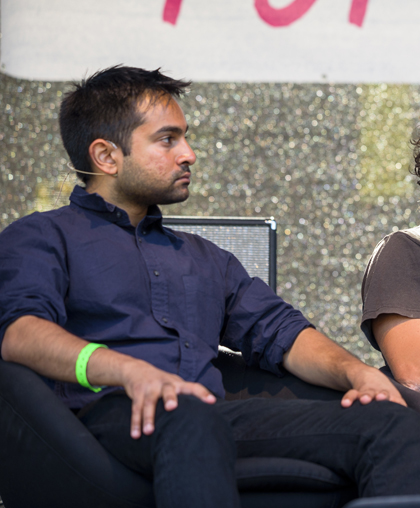
Bhaskar Sunkara, 2016

È il fondatore e direttore della rivista Jacobin, editore della rivista accademica Catalyst: A Journal of Theory and Strategy e del Tribune. Inoltre è stato il vicepresidente dei Democratic Socialists of America.

## Biografia
Sunkara è nato da genitori di origini indiane, migrati negli Stati Uniti da Trinidad un anno prima che nascesse. La sua politicizzazione è avvenuta durante l'adolescenza. Grazie alla lettura de La fattoria degli animali e 1984 di George Orwell ha sviluppato interesse per la figura di Leon Trotsky, approfondito dalla lettura della sua autobiografia e dalla biografia in tre volumi scritta da Isaac Deutscher.
Successivamente conosce la New Left e legge Lucio Magri, Ralph Miliband, Perry Anderson e il giornale New Left Review. Entra nei Democratic Socialists of America all'età di 17 anni, diventando il curatore del blog della sezione giovanile, The Activist. Studia storia alla George Washington University di Washington, D.C., dove concepisce l'idea di Jacobin. Dopo il secondo anno salta due semestri per motivi di salute e per passare il tempo legge diversi scritti marxisti. Nell'estate del 2010 riprende gli studi e inizia a lavorare per la rivista che lancia in versione online nel settembre dello stesso anno.
L'anno successivo, il 2011, lancia la versione cartacea di Jacobin. Sunkara stesso descrive Jacobin come una rivista radicale: "in larga parte il prodotto di una nuova generazione non più legata ai paradigmi della Guerra fredda che sostengono ambienti della vecchia sinistra intellettuale come Dissent o New Politics".
Nel gennaio del 2013 il New York Times lo ha intervistato riguardo l'inatteso successo di Jacobin. L'anno successivo è intervistato dal New Left Review sull'orientamento politico e il futuro della rivista.
Sunkara scrive per Vice magazine, The New York Times, Washington Post e The Nation. Ha partecipato al programma di Tavis Smiley sulla PBS, ad Up with Chris Hayes della MSNBC, al The Michael Brooks Show e allo show Totally Biased with W. Kamau Bell su FX.